# Марк Робсон
Марк Робсон (англ. Mark Robson) (4 грудня 1913 — 20 червня 1978) — канадсько-американський кінорежисер, кінопродюсер і кіноредактор. Робсон розпочав свою 45-річну кар'єру в Голлівуді як кіноредактор. Згодом почав працювати режисером і продюсером. За свою кар'єру він зняв 34 фільми, в тому числі «Чемпіон»(1949), «Яскрава перемога» (1951), «Мости в Токо-Рі» (1954), «Пейтон-Плейс» (1957), «Корчма шостого щастя» (1958), «Експрес фон Райана» (1965), «Долина ляльок» (1967) і «Землетрус» (1974).
Робсон був двічі номінований на премію «Оскар» за найкращу режисуру — за фільми «Пейтон Плейс» і "Корчма шостого щастя ", а також чотири номінації на премію Гільдії режисерів Америки за видатну режисуру в повнометражних фільмах. Два його фільми були номіновані на Золоту пальмову гілку Каннського кінофестивалю. У 1960 році він отримав зірку на Голлівудській алеї слави за внесок у кіноіндустрію.

## Раннє життя та освіта
Народився в Монреалі, відвідував початкову школу Roslyn і середню школу Westmount у Монреалі.  Пізніше він навчався в Університеті Каліфорнії в Лос-Анджелесі та Школі права Тихоокеанського узбережжя.  Потім Робсон знайшов роботу у відділі реквізиту на студії 20th Century Fox. Згодом він пішов працювати в RKO Pictures, де почав навчання як монтажер.

## Кар'єра

### Редактор
У 1940 році він працював асистентом Роберта Вайза над монтажем фільму «Громадянин Кейн», дебютного фільму Орсона Уеллса. Він і Вайз також змонтували наступний фільм Уеллса «Чудові Амберсони» (1942) і різко скоротили кінцівку фільму, з чим Уеллс не погодився.
Робсона підвищили до редактора «Брата Сокола» (1942), картини RKO B. Потім він відредагував «Подорож у страх» (1943), створений компанією Орсона Уеллса. Редагування знову було зроблено без участі Уеллса.

### Робота з Велом Льютоном
І Робсон, і Вайз виграли від продюсера та сценариста Вела Льютона, який керував серією малобюджетних фільмів жахів у RKO, які з тих пір стали легендарними. Першим був «Люди-кішки» (1942), режисер Жак Турнер. Робсон змонтував наступні два фільми Льютона, обидва зняті Турнером, «Я гуляв із зомбі» (1943) і «Людина-леопард» (1943).

### Директор
Робота Робсона настільки вразила Льютона, що він підвищив його режисером « Сьомої жертви» (1943). Результат сподобався Льютону, тому Робсон зняв «Корабель-привид» (1943). Льютон також дав Роберту Вайзу його першу режисерську роботу над «Прокляттям людей-котів» (1944).
Льютон хотів знімати не фільми жахів, і RKO дозволив йому зняти «Молодь біжить дико» (1944), історію про підліткову злочинність; Робсон був режисером, але фільм не мав комерційного успіху. Більш популярним був «Острів мертвих» (1945) з Борисом Карлоффом у головній ролі . Льютон, Карлофф і Робсон возз'єдналися у фільмі «Бедлам» (1946), який втратив гроші в прокаті і виявився останнім фільмом жахів, створеним Льютоном.

### Вихід з RKO
Успіх Робсона в RKO привів до роботи над великими кінопроєктами, а в 1949 році він був номінований на премію Гільдії режисерів Америки за видатні режисерські досягнення в кіно за роботу над фільмом нуар «Чемпіон», знятий Стенлі Крамером. Робсон зняв ще один фільм для Крамера, «Дім хоробрих» (1949), один із перших фільмів, який торкався проблеми расизму.
Далі Робсон зняв Вестерн «Roughshod» (1949) для RKO та «My Foolish Heart» (також 1949), мелодраму для продюсера Сема Голдувіна. Голдвін потім використав Робсона для «Edge of Doom» (1950) і «I Want You» (1951). Пізніше Робсон назвав свій період Голдвіна «одним із найгірших періодів у моїй кар'єрі».
На Універсалі Робсон зробив «Яскраву перемогу» (1951).
Робсон ненадовго залучив Вела Льютона та Роберта Вайза до партнерства для кіно- та телевізійного виробництва, щоб через кілька місяців покинути хворого Льютона без пояснень. Робсон і Вайз продюсували фільм «Повернення в рай» (1953) з Гері Купером у головній ролі. Для Warwick Films Робсон зняв Алана Ледда у фільмі «Пекло нижче нуля» (1954). Він зняв комедію в Columbia, Phffft (1954), потім отримав один із найбільших хітів у своїй кар'єрі з The Bridges at Toko-Ri (1954). Цей фільм приніс йому ще одну номінацію DGA. Warwick Films знову використав його для Золотої премії (1955). Він пішов у MGM, щоб зняти «Trial» (1955). Його боксерський фільм «The Harder They Fall» (1956) був заснований на романі Бадда Шульберга.
«Маленька хатинка» (1957) для MGM стала величезним хітом. Ще більшим був «Peyton Place» (1957) для 20th Century Fox. Робсон був номінований на премію «Оскар» за найкращу режисуру. Наступного року його знову номінували за режисуру Інґрід Берґман у «Корчмі шостого щастя».  За ці фільми він також отримав третю та четверту номінацію на Гільдію режисерів Америки.

### Продюсер
Робсон продюсував і зняв «З тераси» (1960) з Полом Ньюманом у головній ролі. Він продюсував «Інспектора» (1962)  і «Дев'ять годин до Рами» (1963), останній з яких він також став режисером. Після завершення цього фільму Робсон залишив Fox після п'ятирічної співпраці.
Робсон і Ньюман возз'єдналися на The Prize (1963) для MGM. Це був хіт, як і «Експрес фон Раяна» (1965) з Френком Сінатрою в головній ролі, ще на Fox.
Робсон став продюсером і режисером «Втраченого командування» (1966), розповідь про Французький іноземний легіон, а також зняв «Долину ляльок» 1967 року, фільм, який критики критикували, але який мав успіх у прокаті.

### Пізніші фільми
Робсон зняв серію фільмів, які були комерційно розчарованими: «Daddy's Gone A-Hunting» (1969), «З днем народження, Ванда Джун» (1971) і «Limbo» (1972). У 1974 році він зняв «Землетрус», фільм, який представив «Sensurround».

## Особисте життя
Робсон був одружений на Сарі Наомі Ріскінд з 1936 року до своєї смерті 20 червня 1978 року внаслідок серцевого нападу в Лондоні після завершення «Лавинного експреса». Фільм вийшов через рік після його смерті.  У пари було троє дітей.
Робсон похований на кладовищі Меморіального парку Маунт-Сінай у Лос-Анджелесі. [ потрібна цитата ]
За внесок у кіноіндустрію він має зірку на Голлівудській алеї слави на Вайн-стріт, 1722.

## Фільмографія

### Редактор
- Громадянин Кейн (1941, помічник редактора, немає в титрах)
- Чудові Амберсони (1942, помічник редактора, немає в титрах)
- Проблеми з поштою (1942)
- Брат сокола (1942)
- Люди-коти (1942)
- Подорож у страх (1943)
- Я гуляв із зомбі (1943)
- Людина-леопард (1943)

### Директор
- Сьома жертва (1943)
- Корабель-привид (1943)
- Молодь біжить дико (1944)
- Острів мертвих (1945)
- Бедлам (1946, також сценарист)
- Чемпіон (1949)
- Грубий (1949)
- Дім хоробрих (1949)
- Моє дурне серце (1949)
- Edge of Doom (1950)
- Яскрава перемога (1951)
- Я хочу тебе (1951)
- Повернення до раю (1953, також продюсер)
- Пекло нижче нуля (1954)
- Пффф (1954)
- Мости в Токо-Рі (1955)
- Золота премія (1955)
- Судовий процес (1955)
- Чим сильніше вони падають (1956)
- Маленька хатинка (1957, також продюсер)
- Пейтон Плейс (1957)
- Корчма шостого щастя (1958)
- З тераси (1960, також продюсер)
- Інспектор (1962, тільки продюсер)
- Nine Hours to Rama (1963, також продюсер)
- Премія (1963)
- Експрес фон Райана (1965)
- 1996: «Зниклий загін» / (Lost Command, також продюсер)
- Долина ляльок (1967, також продюсер)
- Daddy's Gone A-Hunting (1969, також продюсер)
- З днем народження, Ванда Джун (1971, також продюсер)
- Limbo (1972)
- Землетрус (1974, також продюсер)
- Лавинний експрес (1979, також продюсер)